# 格里布尼茨湖
格里布尼茨湖（德語：Griebnitzsee），是德國柏林和勃兰登堡州的湖泊，名称来源于斯拉夫语言，意为“长蘑菇的地方”。该湖泊呈狭长的L字形，长约3千米。湖泊北部为柏林下属区万塞，南部为波茨坦的城区巴伯尔斯贝格。格里布尼茨湖车站位于湖泊最南端。

## 地理概况
格里布尼茨湖在西端通过一条400米长的运河与格利尼克湖相连，东端在东南方向连接泰尔托运河，东北方向通过格里布尼茨运河连通哈弗尔河。格里布尼茨运河开凿以后，哈弗尔河可以由北向南汇入格里布尼茨湖，哈弗尔河的支流施普雷河也可以通过泰尔托运河由南向北汇入哈弗尔河，然而后者流量较大，因此格里布尼茨湖东北端的运河流向主要为由南向北。
该湖泊西北端的公园桥连通了湖泊西南一侧的新巴伯尔斯贝格别墅区和东北一侧的波茨坦城区小格利尼克。经过湖泊南侧的铁路线有柏林－马格德堡铁路、柏林城市快铁S7线（在格里布尼茨湖车站停靠）和开往波茨坦主城区、戈尔姆和武斯特马克的区域列车线路。
该湖泊是柏林和勃兰登堡州的界湖，边界几乎沿着湖泊的中心线将其一分为二。湖泊的西北角全部归属勃兰登堡州管辖，东北角两条运河汇入的区域全部归属柏林管辖。湖泊北岸的森林区域属于西迪珀勒森林欧盟鸟类保护区。